# 안테 부디미르
안테 부디미르(크로아티아어: Ante Budimir, 1991년 7월 22일~)는 크로아티아의 축구 선수이다. 포지션은 공격수이며, 현재 스페인 라리가의 CA 오사수나에서 활약하고 있다.